# Ekonomika Uzbekistánu
Od vyhlášení nezávislosti se uzbekistánská ekonomika postupně proměňuje z původního sovětského modelu, tedy plánované ekonomiky, na ekonomiku tržní. Proces vládou řízených ekonomických reforem probíhá pomalu, avšak již dosáhl mnoha zásadních úspěchů. Dosavadní restriktivní obchodní režim a obecně intervenční politika mají stále negativní dopad na ekonomiku země. Je třeba zásadní strukturální reformy zejména v oblastech investičního prostředí pro zahraniční investory, bankovního systému a osvobození zemědělského sektoru od vládní kontroly. V zemi stále platí částečná omezení na převod měn a import zboží. Občasně dochází i k uzavírání hranic se sousedním Kazachstánem, Kyrgyzstánem a Tádžikistánem. Tyto restrikce vedou mezinárodní banky k omezování či pozastavování úvěrů pro Uzbekistán. 
Vláda v úzké spolupráci s Mezinárodním měnovým fondem dosáhla značného pokroku ve snižování inflace a deficitu rozpočtu. V roce 2003 se díky stabilizačnímu programu Mezinárodního měnového fondu stala uzbecká měna – uzbecký sum – konvertibilní, přesto ji stále omezují jisté restrikce. Zemědělství a zpracovatelský průmysl přispívají do ekonomiky rovnoměrně, každý představuje přibližně čtvrtinu HDP. Uzbekistán je významným producentem a vývozcem bavlny, ačkoli význam této komodity od doby, kdy země dostáhla nezávislosti, významně poklesl. Uzbekistán je také velkým producentem zlata, na jeho území se nachází světově největší povrchový důl na tuto surovinu. Země má značné zásoby stříbra, strategických nerostů, plynu a ropy. 

## HDP a zaměstnanost
HDP Uzbekistánu, stejně jako HDP všech zemí SNS, během prvních let přechodu klesal a poté se po roce 1995 obnovil, protože se začal projevovat kumulativní účinek politických reforem. Vykazoval silný růst, který mezi lety 1998 a 2003 rostl o 4 % ročně a poté se zrychlil na 7 až 8 % ročně. V roce 2011 dosáhla míra růstu až 9 %.
Vzhledem k rostoucí ekonomice se celkový počet zaměstnaných lidí zvýšil z 8,5 milionu roku 1995 na 13,5 milionu v roce 2011. Toto zdravé zvýšení pracovní síly téměř o 25 % zaostávalo za růstem HDP ve stejném období, což značí významné zvýšení produktivity práce. Oficiální zdroje tvrdí, že nezaměstnanost je velmi nízká. Dle dostupných informací bylo v letech 2005-2006 registrováno méně než 30 000 uchazečů o zaměstnání, což představuje 0,3 % pracovní síly. Na druhé stranou je například v zemědělství značná podzaměstnanost. V zemědělství pracuje 28 % z celkového počtu pracujících, přičemž mnoho z nich pracuje pouze na částečný úvazek na malých rodinných farmách. Spolehlivé údaje však bohužel nejsou k dispozici z důvodu absence věrohodných průzkumů trhu práce.

## Zemědělství
Na konci roku 2013 vláda prostřednictvím Ústřední banky Republiky Uzbekistán oznámila, že předpovídá, že zemědělství bude v budoucnu hrát hlavní roli v hospodářském rozvoje země. Zemědělství v Uzbekistánu zaměstnává 28 % pracovní síly a tvoří 24 % HDP (údaje z roku 2006). Dalších 8 % HDP tvoří zpracování domácí zemědělské produkce. Bavlna, která byla kdysi uzbeckou hlavní zemědělskou plodinou, ztratila na důležitosti po získání nezávislosti, jelikož ji vytlačila pšenice pěstovaná z důvodu zajištění potravinové soběstačnosti rychle rostoucí populace. Plochy, na kterých se pěstuje bavlna, se snížily o více než 25 % z 2 milionů hektarů v roce 1990 na méně než 1,5 milionu hektarů v roce 2006, zatímco plocha pro pěstování pšenice vzrostla o 60 % z přibližně 1 milionu hektarů v roce 1990 na 1,6 milionu hektarů v roce 2006. Produkce bavlny klesla z 3 milionů tun ročně v osmdesátých letech na přibližně 1,2 milionu tun od roku 1995, ale i při této snížené produkci Uzbekistán produkuje třikrát více bavlny než všechny ostatní země Střední Asie a Ázerbájdžán dohromady. Podíl vývozu bavlny klesl z maxima přibližně 45 % celkového vývozu Uzbekistánu na počátku 90. let na 17 % v roce 2006. Uzbekistán je největším producentem juty v západní Asii a produkuje také značné množství hedvábí (uzbecký ikat), ovoce a zeleniny, přičemž potravinářské výrobky přispěly v roce 2006 téměř 8 % k celkovému vývozu. Téměř celé zemědělství vyžaduje umělé zavlažování, ale kvůli rozpočtovým omezením prakticky nedošlo k rozšíření zavlažovaných oblastí od získání nezávislosti: zůstává stabilní na 4,2 milionech hektarů, což je úroveň dosažená před rokem 1990 během rychlého růstu v sovětském období.
Vládní intervence v zemědělství se odráží v přetrvávání státních zakázek na dvě hlavní tržní plodiny, bavlnu a pšenici. Zemědělci dostávají závazné směrnice vymezující oblasti, které mají být obdělávány pro tyto komodity, a jsou povinni odevzdat svou úrodu určeným obchodníkům za ceny stanovené státem. Příjmy zemědělců a pracovníků v zemědělství jsou podstatně nižší než celostátní průměr, protože vláda jim za bavlnu a pšenici platí méně než světové tržní ceny, přičemž tento rozdíl využívá k dotování kapitálově náročných průmyslových podniků, jako jsou továrny na výrobu automobilů, letadel a traktorů. Mnoho zemědělců se proto zaměřuje na produkci ovoce a zeleniny na svých malých pozemcích pro domácnosti, jelikož ceny těchto komodit jsou určovány nabídkou a poptávkou, nikoli vládními nařízeními. Zemědělci se také uchylují k pašování bavlny a zejména pšenice přes hranice s Kazachstánem a Kyrgyzstánem, aby dosáhli vyšších zisků.
Vládní diskriminační ceny hlavních tržních plodin, bavlny a pšenice, jsou zjevně odpovědné za mimořádně rychlý růst počtu stád skotu v posledních letech, protože ceny mléka a masa, stejně jako ceny ovoce a zeleniny, jsou určovány také poptávkou a nabídkou. Počet kusů skotu se zvýšil ze 4 milionů kusů v roce 1990 na 7 milionů kusů v roce 2006 a prakticky všechna tato zvířata chovají venkovské rodiny s pouhými 2 až 3 kusy na domácnost. Zisky z prodeje mléka, masa a zeleniny vyrobené na vlastní pěst a prodávané na městských trzích jsou důležitým zdrojem pro zvýšení příjmů venkovských rodin.
Sovětská praxe využívání „dobrovolnické práce“ ke sklizni bavlny pokračuje i v Uzbekistánu, kde jsou každoročně hromadně povinně posílání žáci, studenti vysokých škol, zdravotníci a státní zaměstnanci, aby sklízeli bavlnu. Nedávný[kdy?] článek domácí zpravodajské agentury (se silně protivládními názory) popisuje uzbeckou bavlnu jako „bohatství shromážděné rukama hladových dětí“.

## Přírodní zdroje a energetika
Minerály a těžba nerostů jsou velmi důležité pro ekonomiku Uzbekistánu. Zlato je vedle bavlny významnou vývozní komoditou, podle neoficiálních odhadů tvoří přibližně 20 % celkového vývozu. Uzbekistán je sedmým největším producentem zlata na světě, těží asi 80 tun ročně a drží si čtvrté největší zásoby na světě. Uzbekistán má také velké zásoby zemního plynu, který se používá jak pro domácí spotřebu, tak pro vývoz a významné zásoby mědi, olova, zinku, wolframu a uranu. Neefektivita využívání elektřiny je obecně vysoká, protože nízké regulované ceny nenutí spotřebitele k úspoře energie. Uzbekistán je partnerskou zemí energetického programu EU INOGATE, který má čtyři klíčová témata: zvýšení energetické bezpečnosti, konvergence energetických trhů členských států na základě zásad vnitřního trhu EU s energiemi, podpora udržitelného rozvoje výroby elektřiny a přilákání investic do energetických projektů společného i regionálního zájmu. 

## Zahraniční obchod a investice

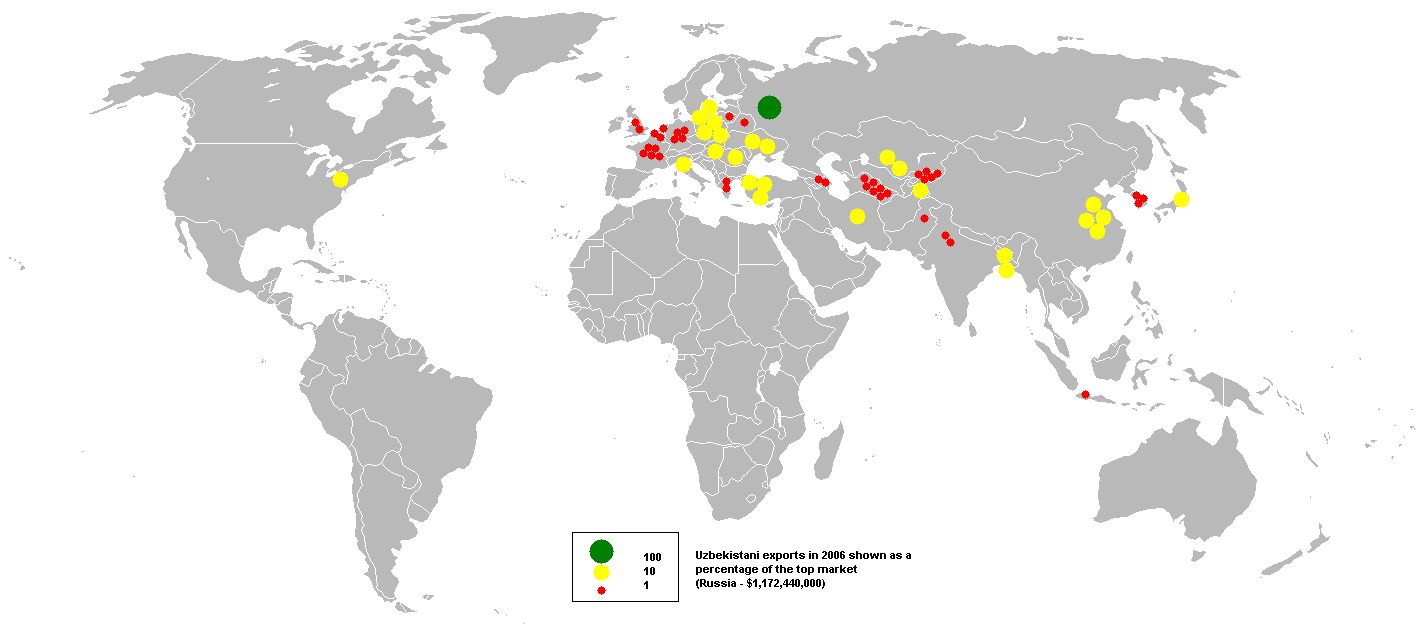
Uzbekistánský vývoz v roce 2006

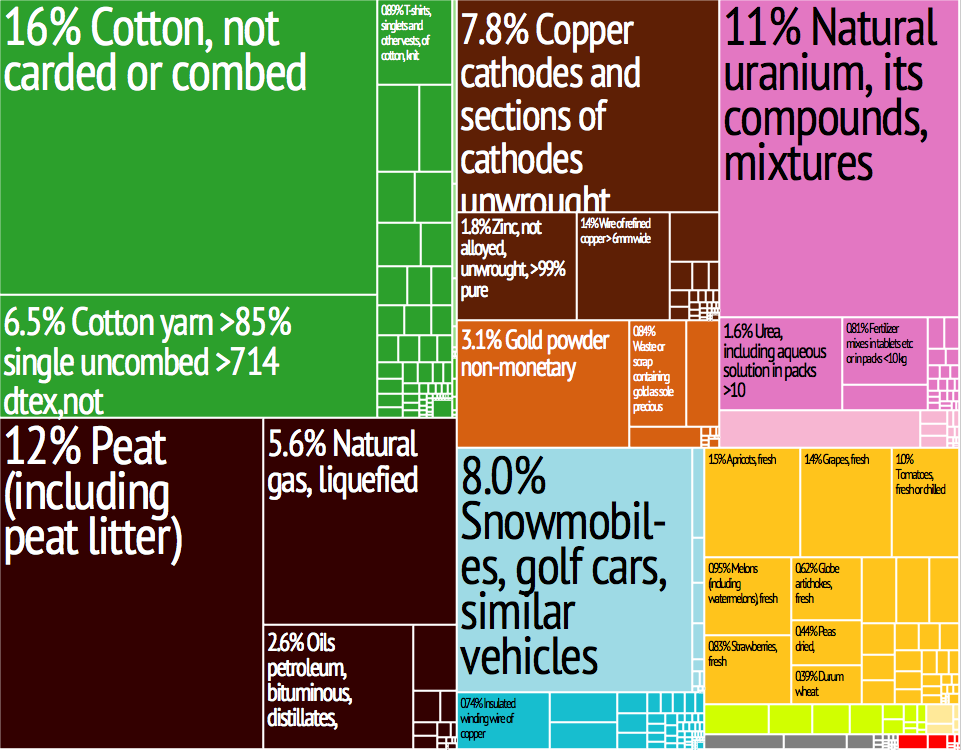
Graf uzbekistánského vývozu

Uzbecká politika zahraničního obchodu je založena na substituci dovozu. Systém více směnných kurzů v kombinaci s vysoce regulovaným obchodním režimem způsobil pokles dovozu i vývozu, a to z přibližně 4,5 miliard USD v roce 1996 na méně než 3 miliardy USD v roce 2002. Úspěšná stabilizace a liberalizace měny v roce 2003 vedla v posledních letech k významnému zvýšení vývozu a dovozu, i když dovoz rostl mnohem pomaleji: zatímco vývoz se do roku 2011 více než zdvojnásobil na 15,5 miliardy USD, dovoz vzrostl pouze na 6,5 miliardy USD, což odráží dopad vládních substitučních politik určených k udržování rezerv tvrdých měn. Drakonické tarify, sporadické uzavírání hranic a „poplatky“ za přechod hranice mají negativní dopad na legální dovoz jak spotřebního zboží, tak kapitálového vybavení. Uzbečtí farmáři jsou zbaveni sezónních příležitostí legálně prodávat oblíbená rajčata a zeleninu za dobré ceny v Kazachstánu. Místo toho jsou nuceni nabízet své produkty za snížené ceny na místní trhy nebo alternativně pokračovat ve „vývozu“ placením úplatků příslušníkům pohraniční stráže a celníkům. Uzbečtí spotřebitelé nemají přístup k levnému čínskému zboží, které za normálních okolností překračuje hranici Kyrgyzstánu. Uzbeckými tradičními obchodními partnery jsou Společenství nezávislých států (SNS), poté Rusko, Ukrajina a Kazachstán, které v souhrnu představují více než 40 % jeho vývozu a dovozu. Partneři mimo SNS jsou v posledních letech čím dál důležitější, přičemž nejaktivnějšími jsou Turecko, Čína, Írán, Jižní Korea a EU. Od roku 2011 zůstává Rusko hlavním partnerem v uzbeckém zahraničním obchodu.
Uzbekistán je členem Mezinárodního měnového fondu, Světové banky, Asijské rozvojové banky a Evropské banky pro obnovu a rozvoj. Má status pozorovatele ve Světové obchodní organizaci, je členem Světové organizace duševního vlastnictví a je signatářem Úmluvy o řešení sporů z investic mezi státy a státními příslušníky jiných států, Pařížské úmluvy o ochraně průmyslového vlastnictví, Madridská dohoda o ochraně ochranných známek a Smlouva o patentové spolupráci. V roce 2002 byl Uzbekistán opětovně zařazen do zvláštního seznamu „301“ sledovaných osob z důvodu nedostatečné ochrany duševního autorského práva.
Podle ukazatelů EBRD zůstává uzbecké investiční klima mezi nejméně příznivými v SNS, přičemž pouze Bělorusko a Turkmenistán se umisťují níže. Nepříznivé investiční klima způsobilo, že se příliv zahraničních investic postupně zmenšoval. Spekuluje se, že Uzbekistán má nejnižší úroveň přímých zahraničních investic na obyvatele v SNS. Od získání nezávislosti Uzbekistánu americké firmy investovaly v zemi zhruba 500 milionů dolarů, ale kvůli klesající důvěře investorů a problémům se směnou měn mnoho mezinárodních investorů zemi opustilo nebo uvažuje o odchodu z ní. V roce 2005 zrušila Centrální banka licenci rodící se Biznes Bank s odvoláním na nespecifikovaná porušení pravidel směnných kurzů v místní měně. Odvolání vyvolalo okamžité bankroty, po nichž zůstávají vklady klientů zadrženy po dobu dvou měsíců. V roce 2006 vláda Uzbekistánu vytlačila společnost Newmont Mining Corporation (v té době největšího amerického investora) ze společného podniku na těžbu zlata ve zlatém dole Muruntau. Newmont a vláda vyřešili svůj spor, ale akce nepříznivě ovlivnila pohled na Uzbekistána mezi zahraničními investory. Vláda se pokusila o totéž s britskou společností Oxus Mining. Coscom, americká telekomunikační společnost, nedobrovolně prodala svůj podíl ve společném podniku jiné zahraniční společnosti. GM-DAT, korejská dceřiná společnost GM, je jediný známý americký podnik, který vstoupil na uzbecký trh za poslední dva roky.[kdy?] GM-DAT nedávno podepsala dohodu o společném podniku se společností UzDaewooAuto o montáži automobilů vyráběných v Koreji pro export a domácí prodej. Mezi další velké americké investory v Uzbekistánu patří Case IH, který vyrábí a servisuje sklízeče bavlny a traktory; Coca-Cola se stáčírnami v Taškentu, Namanganu a Samarkandu; Texaco, vyrábějící maziva určená k prodeji na uzbeckém trhu; a Baker Hughes v ropném a plynařském průmyslu.

## Bankovnictví
Uzbecké banky prokázaly stabilní výkon v místní ekonomice, v níž dominuje převážně stát. Stabilita sektoru je v současné době podporována rychlým ekonomickým růstem, nízkým vystavení vnějším finančním trhům a silnému vnějšímu a fiskálnímu postavení vlády. Sektor však zůstává zranitelný vůči možným ekonomickým šokům v důsledku slabého řízení společností, řízení rizik, rychlého růstu aktiv, významných termínovaných půjček a akvizic problémových aktiv. Obligace bank v cizí měně, zejména závazky vyplývající z financování obchodu, jsou obzvláště zranitelné v důsledku stávajících devizových omezení.
Podle agentury Fitch Ratings existují značná rizika zhoršení kvality aktiv v případě zvratu v ekonomických trendech. Základ financování je převážně krátkodobý, z velké části získávaný z běžných účtů společností, zatímco retailové fondy tvoří pouze 25 % z celkových vkladů. Dlouhodobější financování poskytuje ministerstvo financí a další státní agentury, které tvoří značný podíl pasiv v sektoru. Zahraniční financování nedosahuje vysokých hodnot, odhaduje se na přibližně 10 % celkových závazků a plány na další půjčky jsou mírné. Řízení likvidity je omezeno nedostatkem hlubokých kapitálových trhů a banky mají obecně tendenci držet ve svých rozvahách značné hotovostní rezervy. Kvalitu kapitálu někdy ohrožují méně konzervativní regulační požadavky na uznání snížení hodnoty úvěru a investice do vedlejších aktiv.

## Trh práce
Gramotnost v Uzbekistánu je téměř stoprocentní a pracovníci jsou obecně dobře vzdělaní a odpovídajícím způsobem proškoleni ve svých oborech. Většina místních technických a manažerských školení nesplňuje mezinárodní obchodní standardy, ale zahraniční společnosti zabývající se výrobou uvádějí, že místní najatí pracovníci se rychle učí a pracují efektivně. Vláda klade důraz na zahraniční vzdělání. Každý rok jsou stovky studentů vysílány do Spojených států, Evropy a Japonska pro získání univerzitních diplomů, poté mají závazek pracovat pro vládu po dobu 5 let. Údajně asi 60 % studentů, kteří studují v zahraničí, si najde po ukončení studia zaměstnání u zahraničních společností, a to navzdory pětiletému závazku pracovat ve vládě. Některé americké společnosti nabízejí svým místním zaměstnancům speciální vzdělávací programy ve Spojených státech.
Kromě toho Uzbekistán dotuje studium pro studenty na Westminsterské Univerzitě v Taškentu - jedné z mála institucí západního stylu v Uzbekistánu. V roce 2002 platí vládní nadace „Istedod“ (dříve „Umid“) 98 ze 155 studentů studujících ve Westminsteru. Pro následující akademický rok Westminster očekává přijetí 360 studentů, z nichž Istedod očekává zaplacení 160 studentů. Vzdělání ve Westminsteru stojí 5 200 $ za akademický rok. V roce 2008 zahájil svoji práci Management Development Institute of Singapore v Taškentu. Tato univerzita poskytuje vysoce kvalitní vzdělání s mezinárodním vzděláním. Školné bylo v roce 2012 5 000 $. V roce 2009 byla otevřena Turínská polytechnická univerzita. Je to jediná univerzita ve Střední Asii, která připravuje vysoce kvalitní zaměstnance pro průmyslová odvětví. Při zavírání nebo snižování počtu zahraničních firem je relativně snadné najít kvalifikované zaměstnance, i když platy jsou na západní poměry velmi nízké. Platové stropy, které vláda zavádí ve zjevné snaze zabránit firmám v obcházení omezení výběru hotovosti z bank, brání mnoha zahraničním firmám platit svým pracovníkům, kolik by chtěly. Předpisy o trhu práce v Uzbekistánu jsou podobné předpisům Sovětského svazu, přičemž všechna práva jsou zaručena, ale některá práva nejsou pozorována. Nezaměstnanost je rostoucím problémem a počet lidí, kteří hledají práci v Rusku, Kazachstánu a jihovýchodní Asii, se každým rokem zvyšuje. Uzbecké ministerstvo práce nezveřejňuje informace o uzbeckých občanech pracujících v zahraničí, ale ruská Federální migrační služba uvádí 2,5 milionu uzbeckých migrujících pracovníků v Rusku. Existují také náznaky, že v Kazachstánu nelegálně pracuje až 1 milion uzbeckých migrantů. Uzbečtí migrující pracovníci tak mohou představovat přibližně 3,5–4 miliony lidí, což je neuvěřitelných 25% jeho pracovní síly ve výši 14,8 milionu. Americké ministerstvo zahraničí také odhaduje, že tři až pět milionů uzbeckých občanů v produktivním věku žije mimo Uzbekistán. 
Po roce 2016 Uzbekistán připustil nedostatek nabídek vysokoškolského vzdělávání v zemi pro podporu svých potřeb trhu práce. Od roku 2016 začala v Uzbekistánu působit řada poskytovatelů vysokoškolského vzdělávání, a to i ve spolupráci se zahraničními univerzitami. Kromě toho se na trhu začali objevovat soukromí poskytovatelé vysokoškolského vzdělávání, aby studentům poskytli potřebné dovednosti, znalosti a kompetence požadované na trhu práce. Jedna ze soukromých univerzit v Taškentské univerzitě TEAM se zaměřuje na rozvoj dovedností nezbytných pro zahájení podnikatelských aktivit, čímž přispívá k rozvoji podniků a soukromých podniků.

## Ceny a měnová politika
Bezprostředně po získání nezávislosti (1992–1994) došlo v Uzbekistánu k rychle rostoucí inflaci kolem 1000 % ročně. Stabilizační úsilí prováděné s aktivním vedením Mezinárodního měnového fondu se rychle vyplatilo, protože míra inflace byla snížena na 50 % v roce 1997 a poté na 22 % v roce 2002. Od roku 2003 činila průměrná roční míra inflace méně než 10 %.
Silné inflační tlaky, které charakterizovaly první roky nezávislosti, nevyhnutelně vedly k dramatickému oslabení národní měny. Směnný kurz první uzbecké měny, „pomyslného“ rublu zděděného po sovětském období, a jeho nástupce, přechodného „kupónu som“ zavedeného v listopadu 1993 v poměru 1:1 k rublu, vzrostl ze 100 rublů / USD počátkem roku 1992 na 3627 rublů (nebo kupónů) v polovině dubna 1994. 1. července 1994 byl „kupón som“ nahrazen stálým novým uzbeckým som (UZS) v poměru 1000:1 a počáteční směnný kurz pro novou národní měnu byl stanoven na 7 som / USD, což od poloviny dubna znamená téměř dvojnásobné znehodnocení. Během prvních šesti měsíců, mezi červencem a prosincem 1994, se národní měna dále oslabila na 25 som / USD a pokračovala v oslabování rychlým tempem až do prosince 2002, kdy směnný kurz dosáhl 969 som / USD, tj. 138krát počáteční směnný kurz o osm a půl roku dříve nebo téměř 10 000násobek směnného kurzu na počátku roku 1992, krátce po vyhlášení nezávislosti. Poté se oslabování měny zastavilo v reakci na vládní stabilizační program, který dramaticky snížil míru inflace. Během následujících čtyř let (2003–2007) se směnný kurz som k americkému dolaru zvýšil som na zhruba 1865 som / USD v květnu 2012.
Od roku 1996 do jara 2003 byl oficiální a takzvaný „komerční“ směnný kurz vysoce nadhodnocen. Mnoho podniků a jednotlivců nebylo schopno legálně nakupovat dolary za tyto „nízké“ sazby, a tak se vyvinul rozšířený černý trh, který uspokojil poptávku po pevné měně. Rozpětí mezi oficiálním směnným kurzem a pohotovostním kurzem se prohloubilo zejména po ruské finanční krizi v srpnu 1998: pohotovostní kurz činil na konci roku 1999 550 som / USD v porovnání s oficiálním kurzem 140 som / USD, rozdíl téměř o faktor 4 (oproti faktoru „pouze“ 2 v roce 1997 a v první polovině roku 1998). Do poloviny roku 2003 vládní snahy o stabilizaci a liberalizaci zmenšily rozdíl mezi sazbami na černém trhu, oficiálními a obchodními sazbami na přibližně 8 % a rychle zmizely, protože po říjnu 2003 se měna stala směnitelnou. Americký dolar, euro, libra šterlinků a jen jsou volně směňovány ve směnárnách po celé zemi, zatímco jiné měny, včetně ruského rublu a kazašského tenge, nakupují a prodávají jednotlivci („černý trh“). Devizový režim od října 2003 je charakterizován jako „řízená plovoucí sazba“. Liberalizace obchodního režimu zůstává pro Uzbekistán předpokladem pro pokračování programu financovaného MMF. V roce 2012 je sazba „černého trhu“ opět výrazně vyšší než oficiální sazba, 2850 som / US $ proti 1865 som / US $ (od poloviny června 2011). Tato pohotovostní sazba se často označuje jako „bazarová sazba“, protože směnárníci pracují na „bazarech“ nebo v jejich blízkosti - na velkých farmářských trzích.
Sazby daní zůstaly vysoké kvůli používání bankovního systému vládou jako inkasní agenturou. Při reformě centrální banky a ministerstva financí na instituce schopné provádět tržně orientovanou fiskální a měnovou politiku je poskytována technická pomoc Světové banky, Úřadu technické pomoci na ministerstvu financí USA a UNDP.